# El Faro Asturiano
El Faro Asturiano foi um jornal informativo e político publicado em Oviedo entre 1856 e 1873. Definia-se como um jornal de interesses morais e materiais de notícias e anúncios.
A sua publicação era realizada quinzenalmente, tendo esta iniciado a 5 de Maio de 1856. Depois passou a ser trimensal e, a partir do dia 1 de Março de 1860, passou a realizar-e diariamente. El Faro, o jornal mais importante das Astúrias no século XIX, foi editado pelos irmãos Protasio e Gumersindo González Solís; o primeiro deles foi o director do jornal até 1868. O jornal tinha um tamanho de 34 x 50 cm, com quatro páginas (a quarta dedicada a anúncios comerciais) em cinco colunas. Uma catalogação de 1865 considerou este jornal como o quarto jornal provincial mais importante de Espanha.
O jornal era de tendência conservadora e agrupava pessoas católicas. Fez constantemente campanhas e participou em polémicas.
A revolução de 1868 trouxe decadência para o jornal, pois as tendências políticas se alteração. Muita gente saiu do jornal, e os carlistas criaram o jornal La Unidad e os democratas o El Eco de Asturias.